# Micheil Gelowani

Porträt Gelowanis auf seinem Grabmal auf dem Nowodewitschi-Friedhof

Michail Georgijewitsch Gelowani (georgisch მიხეილ გელოვანი; * 25. Dezember 1892jul. / 6. Januar 1893greg. in Lasuria, Gouvernement Kutaissi, Russisches Kaiserreich; † 21. Dezember 1956 in Moskau) war ein sowjetischer Schauspieler und Regisseur georgischer Herkunft. Als Darsteller Stalins in den Monumentalfilmen von Micheil Tschiaureli prägte er von 1938 bis 1953 das öffentliche Bild des sowjetischen Diktators und trug zum Personenkult bei, der um ihn gebildet wurde.

## Leben
Michail Gelowani stammte aus dem Adelshaus Gelowani. Sein Vater war Fürst Georgij Gelowani, seine Mutter Prinzessin Agrafine Tschikowani, Tochter des Fürsten Iwane Tschikowani. Seit 1913 war er Schauspieler, 1924 spielte er in seiner ersten Filmrolle. 1938 spielte er in dem Film Aus dem Funken... erstmals Josef Stalin. Danach wurde er auf Anweisung Stalins bis 1953 regelmäßig als Stalin-Darsteller eingesetzt. Ausnahme war lediglich der 1939–1941 entstandene Film Perwaja konnaja (dt. Die erste Reiterarmee), bei dem sein georgischer Akzent als störend für das russische Publikum empfunden wurde.
Die Stalin-Darstellung Gelowanis entsprach dem von der Propaganda etablierten Bild. Ausdrucksmittel waren vor allem dozierende Gesten mit erhobenem Zeigefinger und entsprechenden Handbewegungen als weiser Lehrer, überlegen-verschmitztes Lächeln, Jovialität gegenüber jungen Untergebenen, Strenge und Entschlossenheit bei wichtigen militärischen Entscheidungen. Auf westliche Betrachter wirkt er oft schwerfällig und hölzern.
Gelowanis Darstellung gefiel Stalin, weil er ihn so spielte, wie er gern gesehen werden wollte. Zwar wirke Gelowani auf der Leinwand schöner als er selbst, sagte Stalin, doch habe er nach manchen Filmen den Eindruck, er sei es selbst. Tatsächlich war Gelowani größer als Stalin und sah ihm nicht sehr ähnlich. Zeitweise wurde er als Stalin-Darsteller durch Alexei Diki verdrängt, der den schnarrenden Akzent des Moskauer Adels benutzte, der aber offenbar enttäuschte.
Weil das Image Gelowanis mit dem Personenkult um Stalin verbunden war, erhielt er nach dessen Tod 1953 und wegen der folgenden Entstalinisierung kaum noch Aufträge.

## Auszeichnungen
- 1939 erhielt er den Orden des Roten Banners der Arbeit.
- 1950 wurde Gelowani Volkskünstler der UdSSR.
- 1941, 1942, 1947 und 1950 erhielt er den Stalinpreis.

## Trivia
Der 1953 entstandene Film Wichri wraschdebnije (dt. Feindlicher Wirbelwind) von Michail Kalatosow mit Michail Kondratjew (Lenin), Wladimir Jemeljanow (Felix Edmundowitsch Dserschinski), Leonid Ljubaschewski (Swerdlow) und Wladimir Solowjow (Kalinin) kam nach Beginn der Entstalinisierung in die DDR-Kinos. Deshalb wurde Gelowanis Part als Kampfgenosse Lenins aus dem Film geschnitten.

## Filmografie

### Schauspieler
- 1924: Drei Leben/Sami sitsotskle (Bachwa Pulaw)
- 1925: Wer ist der Schuldige/Vin aris damnashave
- 1926: Die neunte Welle/Dewjaty Wal (Awalow)
- 1927: Zwei Jäger/Dwa Ochotnika (Turiko)
- 1928: Die Macht des Bösen/Sloj Duch (Crazy Danel)
- 1934: Auf Wiedersehen/Nakhvamidis (Spiridon Lomidze)
- 1934: Der letzte Ball/Ukasatelny maskaradi(Rostomi)
- 1937: Maxims Rückkehr/Woswraschtschenije Maxima
- 1937: Orangental/Narindjis veli (Kirile)
- 1938: Der Mann mit dem Gewehr/Tschelowek s ruschjom (Josef Stalin)
- 1938: Sie wollten Frieden/Diadi gantiadi/Belikoe sarewo (Josef Stalin)
- 1939: Die Wyborger Seite/Wyborgskaja storona , Maxim Trilogie, Teil 3 (Josef Stalin)
- 1939: Lenin im Jahr 1918 {Lenin w 1918 godu, Szenen gelöscht (Josef Stalin)
- 1941: Waleri Tschkalow (Josef Stalin)
- 1942: Die Verteidigung von Zarizyn/Oborona Zarizyna (Josef Stalin)
- 1946: Der Schwur/Kljatwa(Josef Stalin)
- 1947: Swet Nad Rossiej (Josef Stalin)
- 1950: Der Fall von Berlin Teil 1 und 2 (Padenije Berlina) (Josef Stalin)
- 1950: Das Feuer von Baku/Ogni Baku (Josef Stalin)
- 1950: Die Kumpels vom Donbass/Donezkije schachtjory(Josef Stalin)
- 1952: Das unvergeßliche Jahr 1919 (Nesabywajemyj god 1919) (Josef Stalin)
- 1953: Feindlicher Wirbelwind (Вихри враждебные/Wichri wraschdebnyje), Szenen gelöscht (Josef Stalin)
- 1971: WR-Mysteries of the organism (Josef Stalin), Archivmaterial

Stalin-Darstellungen ihm zugeschrieben seit 1946 (antisemitische Phase), der Darsteller war jedoch der jüdische Schauspieler Semjon Goldschtab:
- 1937 – Lenin im Oktober/Lenin w oktjabre

### Regisseur
- 1928: Die Macht des Bösen/Char vogi (als M. Goldvani)
- 1929: Die Jugend gewinnt/Akhalgazrdoba imardjvebs
- 1931: Stoßarbeiter/Damkrveli
- 1934: Der reale Kaukasier/Namdvili kavkasieli

## Dokumentarfilme
- Das Mädchen, das Stalin geküßt hat (1995) (TV) Regie: Oksana Bulgakowa & Dietmar Hochmuth
- Stalin – Eine Mosfilmproduktion (1993) (TV) Regie: Oksana Bulgakowa
- Herr der Filme, Stalin im Film
- Guido Knopp: Stalin-Trilogie